# Dalea polygonoides
Dalea polygonoides är en ärtväxtart som beskrevs av Asa Gray. Dalea polygonoides ingår i släktet Dalea, och familjen ärtväxter. Inga underarter finns listade i Catalogue of Life.